# Pierre Voélin

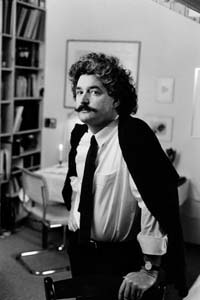
Pierre Voélin (1988)

Pierre Voélin (* 24. März 1949 in Courgenay, damals Kanton Bern) ist ein Schweizer Schriftsteller.

## Leben
Pierre Voélin wuchs in Porrentruy auf und studierte Französische Literatur an der Universität Genf und an der Universität Freiburg. Am Collège Sainte-Croix war er während 36 Jahren als Gymnasiallehrer tätig.
Voélin ist Mitglied des Schriftstellerverbands Autorinnen und Autoren der Schweiz (AdS) und lebt in Fribourg.

## Auszeichnungen (Auswahl)
- 2016: Prix Louise-Labé für Des voix dans l’autre langue
- 2017: Grand Prix de poésie Pierrette-Micheloud

## Werke

### Lyrik
- Lierres, Fribourg 1984
- Sur la mort brève, suivi de La Nuit osseuse, Albeuve 1984
- Lents passages de l’ombre, Albeuve 1986
- Les Bois calmés, Genf 1989
- Parole et famine, Lausanne 1995
- La lumière et d’autres pas, Genf 1998
- Dans l’œil millénaire, Le Chambon-sur-Lignon 2005
- L’été sans visage, Lausanne 2010
- Des voix dans l’autre langue, Genf 2015
- Arches du vent, Saint-Clément-de-Rivière 2020

### Prosa
- La nuit accoutumée. Proses. Éditions Zoé, Genf 2002
- De l’air volé. Fragments d’un art poétique. MetisPresses, Genf 2012, ISBN 978-2-940406-48-7 (Essay).
- De l’enfance éperdue. Éditions Fata Morgana, Saint-Clément-de-Rivière 2017, ISBN 978-2-85194-978-3 (Erzählungen).